# Gaushorn
Gaushorn là một đô thị thuộc huyện Dithmarschen, trong bang Schleswig-Holstein, nước Đức. Đô thị Gaushorn có diện tích 6,45 km², dân số thời điểm 31 tháng 12 năm 2006 là 213 người.